# Wamuran
Wamuran är en ort i Australien. Den ligger i regionen Moreton Bay och delstaten Queensland, omkring 50 kilometer norr om delstatshuvudstaden Brisbane.
Närmaste större samhälle är Caboolture, nära Wamuran. 
Omgivningarna runt Wamuran är en mosaik av jordbruksmark och naturlig växtlighet. Runt Wamuran är det tätbefolkat, med 276 invånare per kvadratkilometer. Genomsnittlig årsnederbörd är 1 222 millimeter. Den regnigaste månaden är januari, med i genomsnitt 252 mm nederbörd, och den torraste är september, med 30 mm nederbörd.